# Georg Kalischer

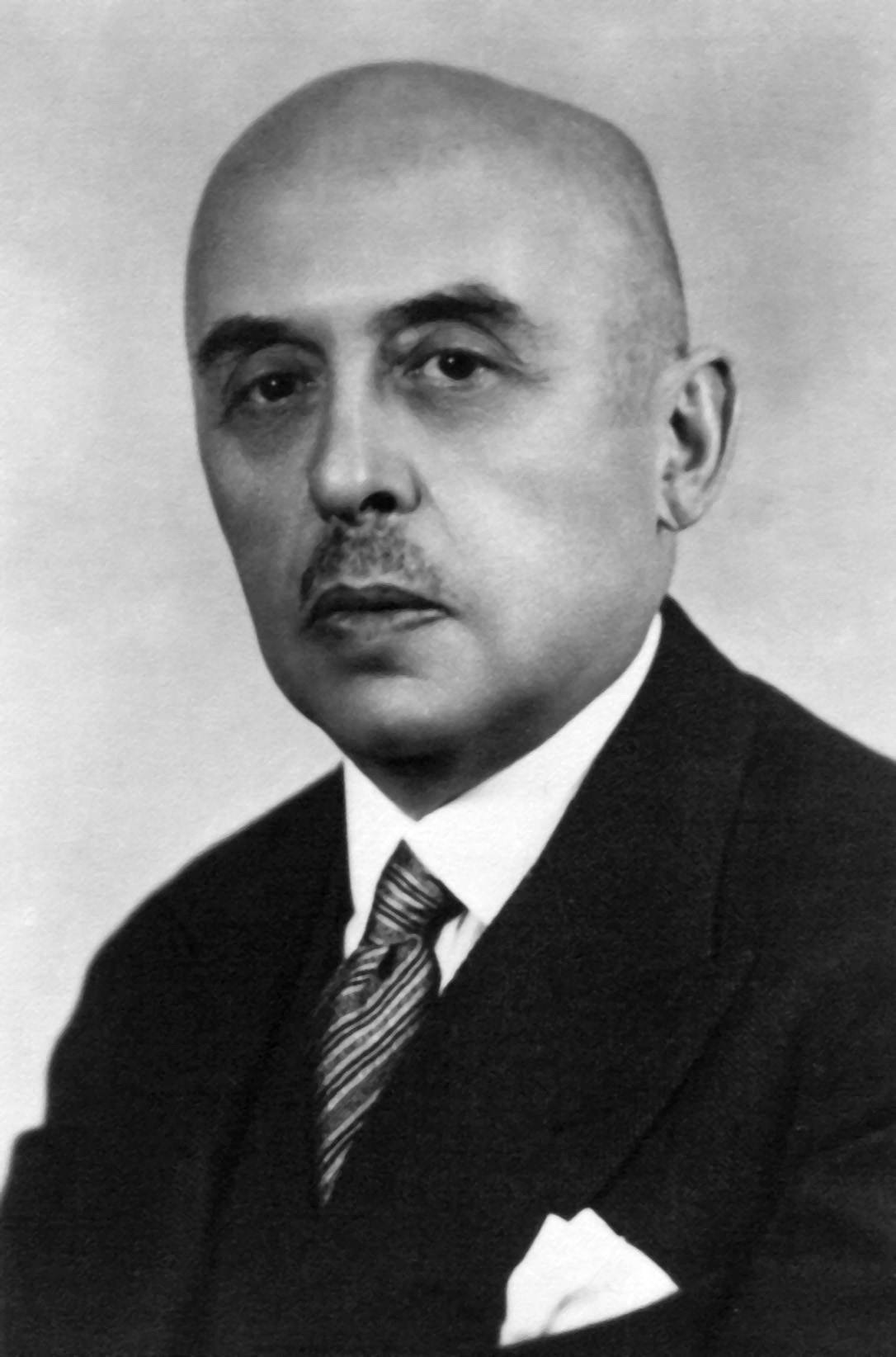
Georg Kalischer

Georg Kalischer (* 5. Juni 1873 in Berlin; † 1. Dezember 1938 in Frankfurt am Main) war ein deutscher Chemiker und Manager in der Chemischen Industrie.

## Leben
Georg Kalischer war Sohn der Eheleute Adolf Kalischer (1833–1893) und Clara Kalischer geb. Franck (* 1833; † nach 1921). Seine Geschwister waren Otto Kalischer (* 23. April 1869; † 14. August 1942), der in Berlin Neurologe und Privatdozent wurde, und Else (* nach 1873; † vor 1956), später verheiratete Beer. Georg Kalischer besuchte das Gymnasium zum Grauen Kloster und studierte nach seinem Abitur 1891 acht Semester Chemie an der Ruprecht-Karls-Universität Heidelberg und in den renommierten Laboratorien von Victor Meyer in Heidelberg sowie von Hans Heinrich Landolt und Emil Fischer in Berlin. In Fischers Labor entstand unter Begleitung durch Siegmund Gabriel Kalischers Dissertation. Nach seiner Promotion und kurzen Studien-Aufenthalten in chemischen Färbereilabors (Griesheim, Berlin, Mülhausen) nahm er 1897 eine Stelle bei den Farbwerken Leopold Cassella & Co. in Fechenheim an und stieg dort bis in die Unternehmungsleitung auf.
Georg Kalischer heiratete 1909 Marie Krause (* 1. August 1880 in Kiel; † 6. Mai 1964 in Frankfurt am Main), eine Tochter von Friedrich Wilhelm Krause und Karoline Krause geb. Svensdotter. Die Ehe blieb kinderlos. Die Eheleute Kalischer wohnten 1912–1924 in Fechenheim und bezogen 1925, als Folge der Karriere von Georg Kalischer, ihre neu erbaute Stadtvilla an der Böcklinstraße in Frankfurt-Sachsenhausen.
Im Ersten Weltkrieg arbeitete Kalischer in Berlin; 1919 kam er als Prokurist zu Cassella zurück, wurde am 1. Januar 1921 wissenschaftlicher Direktor und leitete seitdem das ab 1925 zur I.G. Farben gehörige Unternehmen, 1928–1930 gemeinsam mit Richard Herz, ab 1931 alleine. Kalischer verließ nach 35 Jahren das Frankfurter Werk mit der Zusage, dass die von seinen Patenten herrührenden Provisionen im Falle seines Todes seiner Witwe monatlich weitergezahlt werden. Zum 8. August 1932 wurde er Leiter des Hauptlabors der I.G. Farben in Leverkusen. Seit November 1932 war Kalischer im Besitz eines Ehegatten-Reisepasses, der jedoch nur sein Bild und seine Daten enthielt. Kalischer geriet offenbar in den Strudel der Rassenideologie des Nationalsozialismus, den das Unternehmen durch die Finanzierung des NSDAP-Wahlkampfs förderte. Kalischer, Nachfahre jüdischer Großeltern, wurde 1934 pensioniert. Mit der Abwicklung der Betriebsrente befasste sich die Frankfurter Abteilung der I.G. Farben von Otto von Schultzendorff (1882–1953) – und unterlief die übliche Regelung, wonach die Verwaltung am Standort zum Zeitpunkt der Pensionierung zuständig war. Der damalige Personalchef in Frankfurt war durch eine Abstammungsurkunde, ausgestellt am 11. November 1921, über die rein jüdische Herkunft Kalischers informiert. Marie Kalischer berief sich, auch nach 1945, bis zum Tode von Schultzendorffs darauf, über die Modalitäten der betrieblichen Rente sei Stillschweigen vereinbart und Auskünfte dazu verweigert worden, womit sie ihn, der selbst einen jüdischen Großelternteil hatte (was nicht bekannt wurde), und andere Begünstigte schützte.

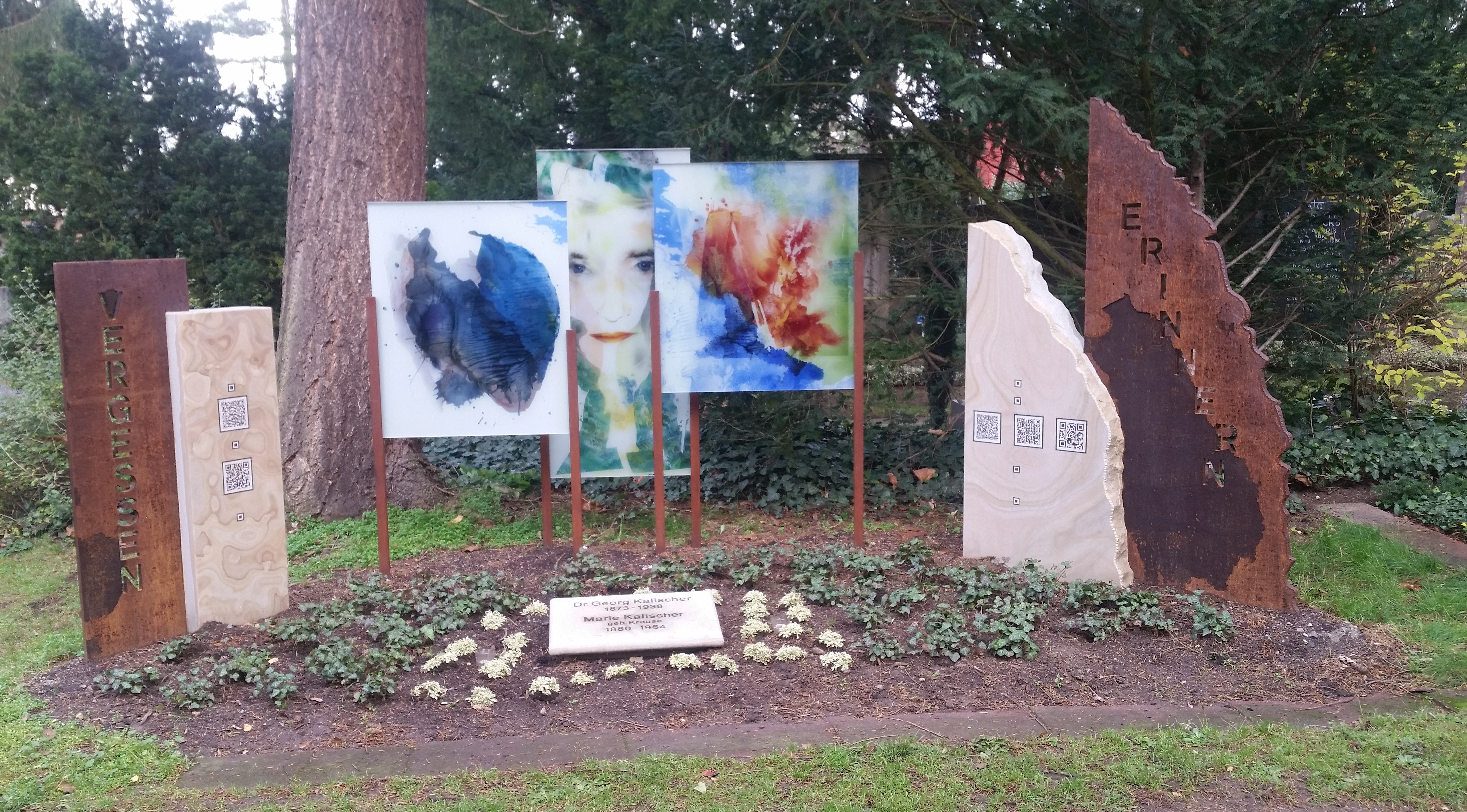
Kalischer-Mahnmal

Im Februar 1935 wurde die Ehe als Gütergemeinschaft eingerichtet; Kalischer stellte, pensioniert, einen Ausreiseantrag, der jedoch abgelehnt wurde. Im Verlaufe der Novemberpogrome 1938 in Frankfurt wurde Kalischer mit etwa 2.200 als Juden klassifizierten Personen zunächst in die Festhalle auf dem Messegelände verbracht, dann mit Lastwagen zum Südbahnhof und von dort per Zug ins KZ Buchenwald transportiert. Die überlebenden Gefangenen wurden zur Ausreise genötigt und, nachdem am 21. November 1938 eine Judenvermögensabgabe eingeführt worden war, die es erlaubte, Juden den Schaden der zerstörten Synagogen in Rechnung zu stellen, nach Frankfurt zurückgebracht. Kalischer erlag jedoch – infolge der grausamen Haftbedingungen – wenige Tage nach seiner Rückkehr aus dem KZ Buchenwald einer Lungenentzündung. Die nichtöffentliche Trauerfeier vor der Feuerbestattung erfolgte am 5. Dezember 1938 auf dem Frankfurter Südfriedhof nur im Beisein der Gestapo, jedoch unter Mitwirkung des – entsprechend der Konfession Kalischers – evangelischen Gemeindepfarrers Otto Haas.

## Werk

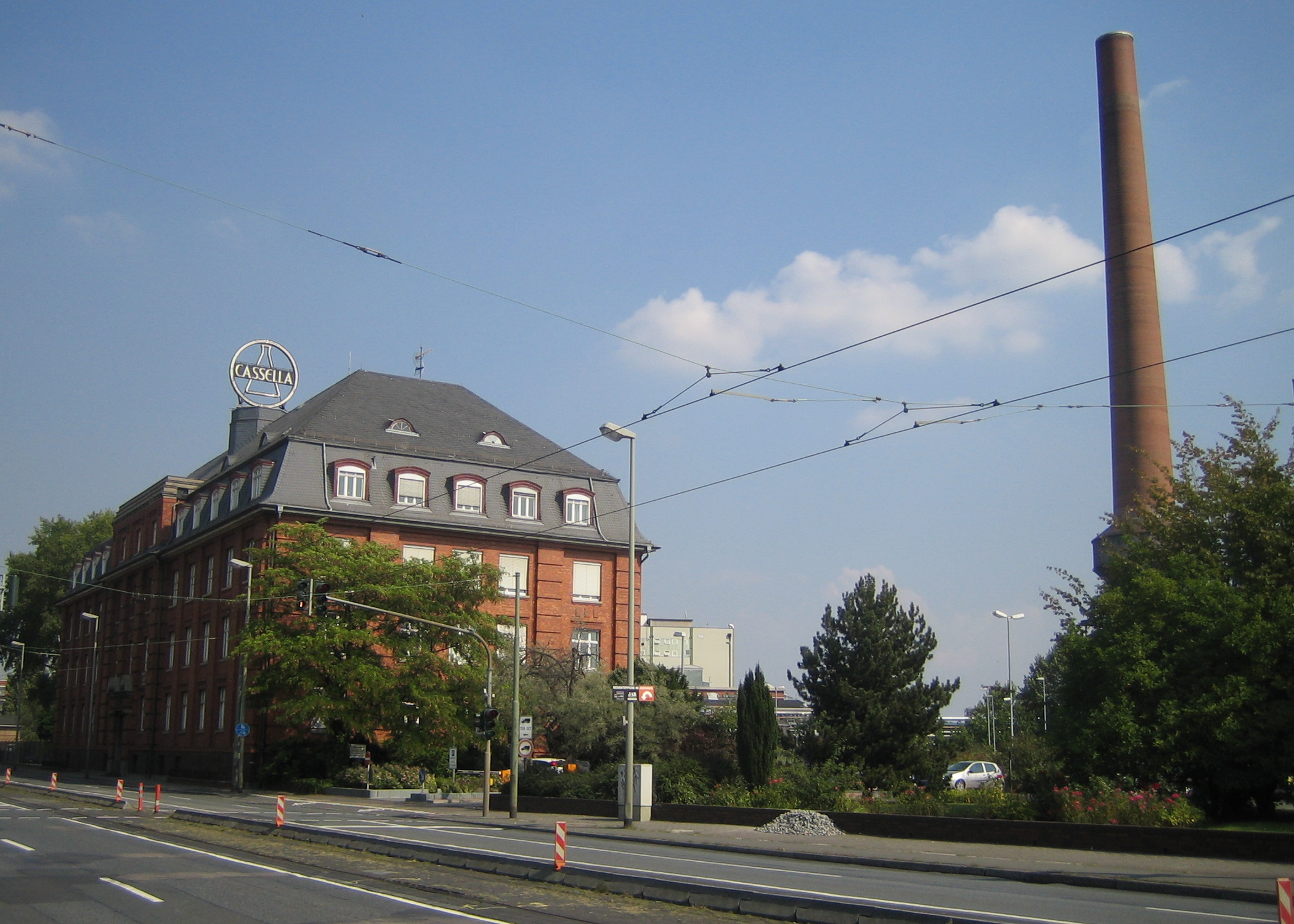
Historisches Gebäude der Cassella in Frankfurt-Fechenheim

Kalischer erwarb etwa 100 deutsche und 64 US-amerikanische Patente auf dem Gebiet der Farben-Herstellung. Er forschte als erster Industriechemiker – und erfolgreich – bei Cassella über
Küpenfarbstoffe, erfand zahlreiche industriell gefertigte Farbstoffe und förderte – zumal als Vorsitzender einschlägiger Kommissionen – die Erforschung von Textilhilfsmitteln und Effektfäden. Kalischer gelang es 1897 als erstem Forscher, ein direkt färbendes Schwefelschwarz aufzufinden. Er brachte sein Wissen auch interdisziplinär im Bereich der Hirnforschung ein: Kalischer wurde 1932 ins 25-köpfige Kuratorium des Kaiser-Wilhelm-Instituts für Hirnforschung berufen, um die industrielle Forschung im Bereich Farben-Chemie zu vertreten.

### Schriften
- Zur Kenntnis der Isonitrosoketone: eine Darstellungsweise des Diamidoacetons. (Dissertation) 1895.
- Zur Constitution der Isonitrosoketone. In: Berichte der deutschen chemischen Gesellschaft, 28. Jahrgang 1895, S. 1513–1519.
- Eine Darstellungsweise des Diamidoacetons. In: Berichte der deutschen chemischen Gesellschaft, 28. Jahrgang 1895, S. 1519–1522.
- (mit Fritz Mayer): Über die Einwirkung von o-Chlor-benzaldehyd auf 1-Amino-anthrachinon. In: Berichte der deutschen chemischen Gesellschaft, 49. Jahrgang 1916, S. 1994–2000.

## Besonderheiten

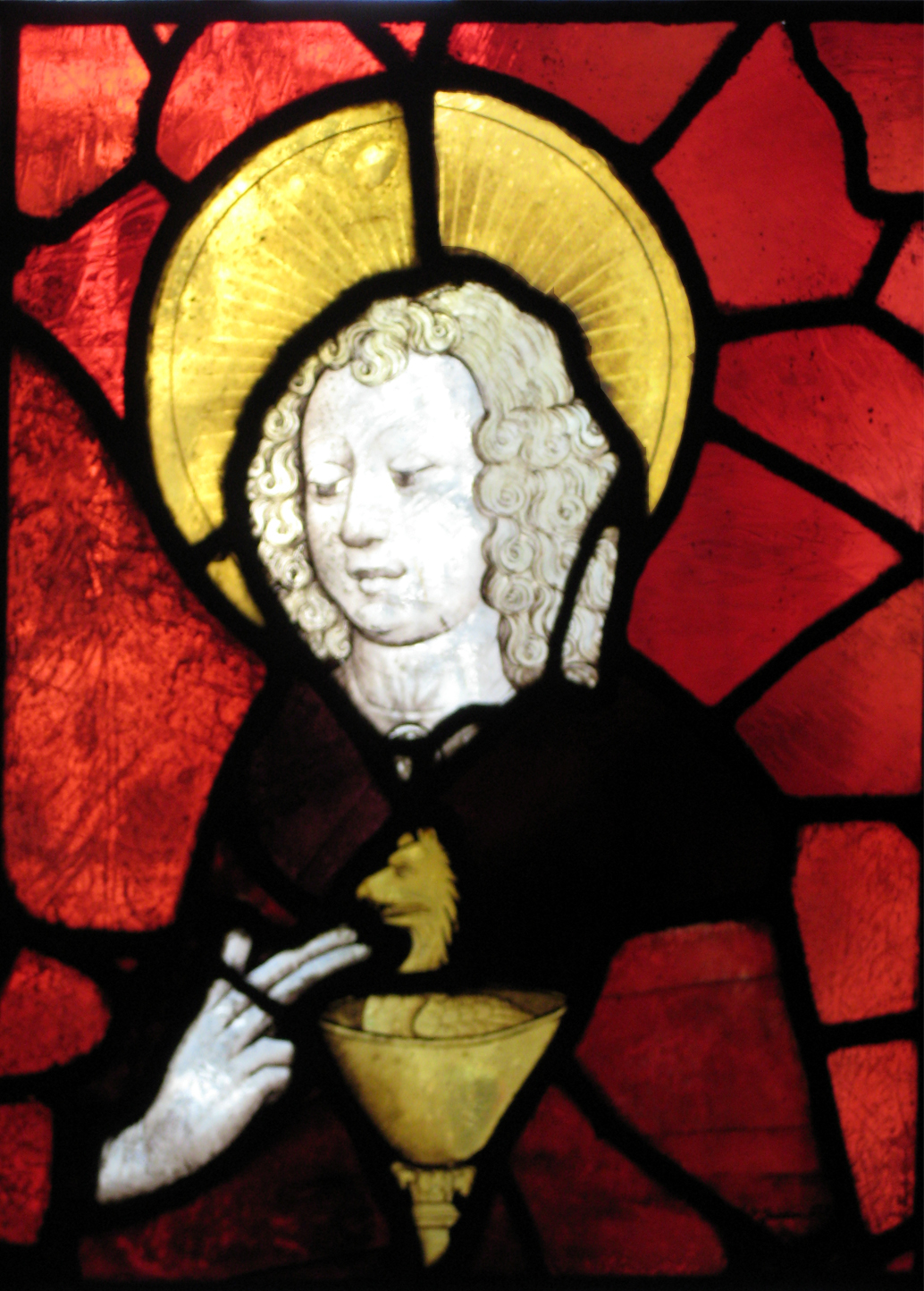
Apostel Johannes, darunter Widmungstext: „In Erinnerung an Georg Kalischer, in Dankbarkeit, für Pfarrer Haas Marie Kalischer 180k1953“ (180k bedeutet: 1. August 1880 Krause)

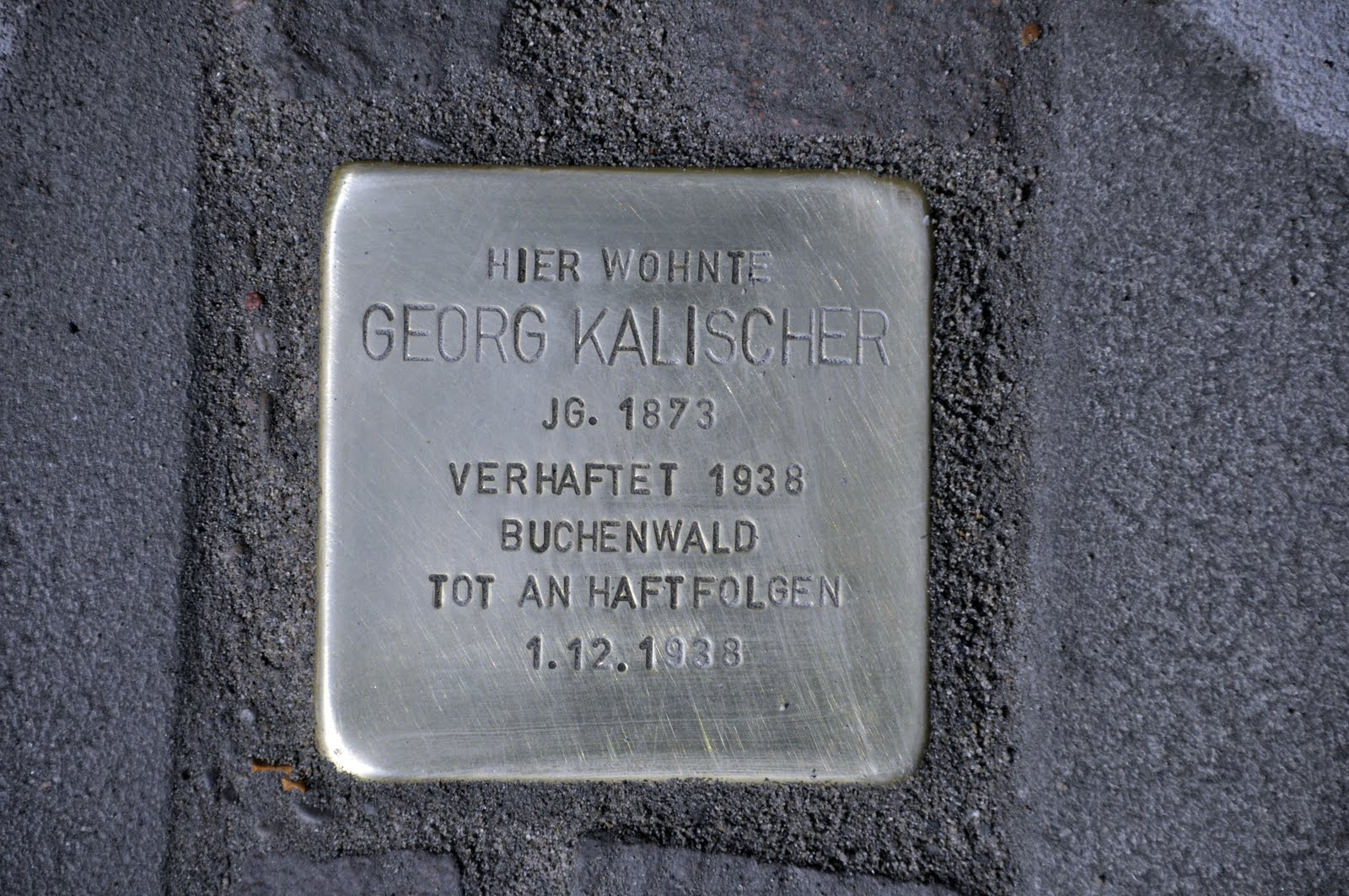
Stolperstein für Georg Kalischer

Marie Kalischer geb. Krause stiftete zum Andenken an das Schicksal ihres Ehemanns:
- 1953 ein umgearbeitetes gotisches Fenster aus Familienbesitz (Wertangabe 1938 zusammen mit drei Gemälden: 7.000 RM), das in der Sakristei der Frankfurter Lukaskirche eingebaut wurde
- 1956 testamentarisch die „Georg und Marie Kalischer-Stiftung“, die unter anderem mit je 100.000 DM begünstigte:
  - mit Wirkung zum 8. November 1965: Das Sophienheim der Franz Anton Gering Stiftung in Frankfurt am Main, Böttgerstraße 26, zur Unterstützung von alleinstehenden, bedürftigen Bewohnerinnen[11],
  - die Alsterdorfer Anstalten[12] in Hamburg,
  - das Kinderheim „Simonshaus“ der Zentralen Fürsorge in Kelkheim (Taunus)

Marie Kalischer brachte in die Stiftungen zum einen den Erlös ihres Hausverkaufs ein (1956), zum anderen ihr gesamtes Vermögen (in Aktien), das in Ostberlin für sie bis dahin nicht zugänglich war, zum dritten eine gewisse Entschädigung, die sie allerdings erst, obwohl seit 1948 prozessierend, 1961, im Alter von 81 Jahren, erhielt. Grundlage für die Verfahren war der Umstand, dass sie als Witwe 1938/1939 zur Judenvermögensabgabe veranlagt, 1939 eine Devisenabgabe zu entrichten hatte (1938: 20 % des Vermögens ihres Mannes, 1939: weitere 5 %), in Ermangelung liquider Mittel und zu ihrem Unterhalt die Villa vermieten, das Inventar veräußern und für vier Jahre in eine Pension am Brentano-Platz umziehen musste.
- Am 3. Juni 2011 wurde vor dem Wohn- und Sterbehaus Kalischers, Böcklinstraße 14, ein Stolperstein durch den Künstler Gunter Demnig verlegt.
- Aufgrund einer Privatinitiative wird das Grab seit 2013 erhalten. Am 11. Juni 2017 erfolgte die Einweihung des Kalischer-Mahnmals, das an die Eheleute und an die Opfer des Novemberpogroms in Frankfurt am Main erinnert.